# Міста Сент-Кіттсу і Невісу
Міста Сент-Кіттсу і Невісу.

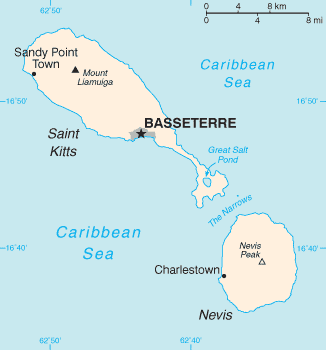
Мапа Сент-Кіттсу і Невісу

У Сент-Кіттс і Невісі налічується 13 міст із населенням більше 500 мешканців. 1 місто має населення понад 10 тисяч, 3 - від 1 до 2 тисяч, 9 - від 500 до 1 тисячі мешканців.
Нижче перелічено 4 найбільших міста із населенням понад 1 тисячу мешканців.
| Назва               | Населення (2012) |
| ------------------- | ---------------- |
| Бастер              | 12 920           |
| Чарльзтаун          | 1 538            |
| Саддлерс            | 1 205            |
| Сент-Пол Капістерре | 1 196            |